# Le Sourire (voilier)
Pour les articles homonymes, voir Sourire (homonymie).

Le Sourire à Brest 2012

Le Sourire était un boutre de Madagascar construit en bois sur le modèle des goélettes de cabotage  malgaches.

Il a fait naufrage, fin septembre 2015, dans le Golfe de Gascogne.

## Histoire
Ce deux-mâts, gréé avec en voile à corne et foc à son origine, a été construit en 2005, de façon artisanale sur le modèle de goélette bretonne du milieu du XIXe siècle pour le besoin d'un film documentaire réalisé par marin cinéaste Bruno Coulon. Ce film conte l’aventure de Ludovic Joachim un marin réunionnais d'origine bretonne arrivé à Madagascar sous le règne de Radama II avec son père Enasse et ses deux frères Albert et Fernand. Il fut à l'origine de l'introduction de ce type de bateau sur la grande île. 
Des centaines de bateaux sont sortis des chantiers navals de Belo sur Mer.
Le Sourire, après son lancement, a navigué vers Mayotte pour être transporté en France par un navire de la marine nationale.  
Il a participé aux Fêtes maritimes de Brest 2008 et de Douarnenez. Puis il est resté à quai de Port-Rhu, en face du chantier du Skellig. Après une restauration, il a participé aux Tonnerres de Brest 2012 où ses voiles ont été peintes sur le thème de la protection du milieu marin. Il était aussi présent à la Semaine du Golfe du Morbihan en 2015.
Parti vers Madagascar pour une expédition humanitaire, avec un équipage de trois hommes, Le Sourire a fait naufrage, fin septembre 2015, dans le Golfe de Gascogne sans faire de victime .